# Giuliano il Teurgo
Giuliano il Teurgo (II secolo – II secolo) è stato un filosofo greco antico, medioplatonico, noto per la pratica della teurgia.

## Biografia e opere
Figlio di Giuliano il Caldeo, sembra che abbia coniato per primo il termine teurgia o che, comunque, ne abbia stabilito le caratteristiche nella sua opera sugli Oracoli caldaici, una raccolta di frammenti sui riti teurgici di notevole suggestione lirica.
La Suda sostiene che il padre di Giuliano fosse un caldeo avente il suo stesso nome che aveva redatto un'opera sui dèmoni in quattro libri e che lui stesso fosse l'autore del Θεουργικά, Τελεστικά, Λόγια δι ὲπῶν. 
La pratica religiosa "teurgica" è certamente precedente all'opera di Giuliano il Teurgo ma gli Oracoli caldaici sono la prima opera scritta giunta a noi che tratta di questo argomento; in questi testi la teurgia si differenzia dalla teologia in quanto, a differenza della seconda, la prima non si limita a discutere intorno al divino, indicando invece i riti e le pratiche per evocarlo.
Il termine teurgia stava dunque a significare "agire come un Dio", nel senso di aiutare gli uomini a trasformare il loro status in senso divino con l'aiuto dell'unione mistica.
L'opera di Giuliano il Teurgo ebbe notevole influenza sull'ultimo Neoplatonismo. 
Così anche l'imperatore romano neoplatonico del IV secolo, Giuliano, prima ancora di vestire la porpora imperiale e avvertito da Eusebio di Mindo rispetto alla teurgia, praticata da Massimo di Efeso, rispose piccatamente: "Tu puoi restare fermo sui tuoi libri, io so dove andare". Quindi Giuliano si recò da Massimo di Efeso in Atene e venne così iniziato ai Misteri eleusini. Per i suoi studi Giuliano chiese al suo amico Prisco di spedirgli una copia del commentario del filosofo neoplatonico e teurgo Giamblico su Giuliano il Teurgo; a tal proposito commentò di essere avido della filosofia di Giamblico e che nulla al mondo poteva stargli al pari.